# Twiste et chante
Pour la chanson, voir Twist and Shout.
Albums de Sylvie Vartan
Sylvie
(1962) À Nashville
(1964)
Twiste et chante est le deuxième album de Sylvie Vartan. Il est sorti en LP 33 tours en 1963.

## Liste des titres
LP RCA Victor 430 137
1. "Twiste et chante" (Phil Medley / Bert Russell)
2. "Les clous d'or"
3. "Avec moi"
4. "Ne t'en vas pas"
5. "Mon ami"
6. "Je ne vois que toi"
7. "Every Little Move You Make"
8. "En écoutant la pluie"
9. "Comm' tu es fou"
10. "Deux enfants"
11. "Il faut choisir"
12. "Il revient"